# MTV Rheinwacht Dinslaken
Der MTV Rheinwacht Dinslaken ist ein Sportverein aus der nordrhein-westfälischen Stadt Dinslaken. Er entstand in der heutigen Form im Jahr 1974 aus der Fusion des MTV Dinslaken mit dem SV Rheinwacht Eppinghoven. Der älteste Vorläuferverein war 1897 gegründet worden. Der Verein bietet in neun Abteilungen die Sportarten Badminton, Gymnastik, Handball, Jogging, Rollkunstlauf, Tae Bo, Taekwondo, Tanzen, Tennis, Tischtennis, Turnen, Volleyball und Walking an.

## Handballabteilung

### Geschichte
Überregional bekannt ist der MTV für seine Handballabteilung. Die Männermannschaft des MTV spielte zwischen 1957 und 1966 insgesamt sieben Spielzeiten in der Oberliga Niederrhein, als diese noch die höchste Spielklasse im Feldhandball war. 1959 und 1962 nahm der MTV als Oberliga-Vierter an der Westdeutschen Meisterschaft teil. Der SV Rheinwacht Eppinghoven schaffte es zur Spielzeit 1973 in die Oberliga als diese allerdings nur noch drittklassig war. Der MTV Dinslaken spielte parallel eine Liga höher in der Regionalliga West. Im Folgejahr fusionierten beide Vereine.
Im Hallenhandball spielte der MTV ab 1971 für fünf Jahre in der Regionalliga West, die damals die zweithöchste Spielklasse darstellte. Der fusionierte MTV Rheinwacht stieg 1976 in die Oberliga Niederrhein ab, der er anschließend bis 1994 ununterbrochen angehörte, bevor er in die Verbandsliga abstieg. Nach mehreren Jahren im „Fahrstuhl“ zwischen Ober- und Verbandsliga gelang dem MTV Rheinwacht in der Saison 2000/01 als Aufsteiger der Durchmarsch durch die Oberliga in die mittlerweile drittklassige Regionalliga West, in der er sich drei Jahre halten konnte. Nach einem weiteren Gastspiel in der Regionalliga in der Saison 2005/06 pendelte der Verein in der Folgezeit wieder zwischen Oberliga und Verbandsliga. Derzeit (Saison 2022/23) ist der Verein in der nunmehr viertklassigen Regionalliga West vertreten. In den Spielzeiten 2000/01, 2001/02, 2003/04 und 2004/05 nahm der MTV Rheinwacht an der Hauptrunde des DHB-Pokals teil, wobei der größte Erfolg das Erreichen der zweiten Runde in der Saison 2003/04 durch einen 35:30-Sieg über den VfL Eintracht Hagen war.

### Entwicklung seit 2023
Für die Handballsaison 2024/25 hat der MTV Rheinwacht Dinslaken im Seniorenbereich drei Mannschaften für den Ligabetrieb gemeldet:
- 1. Herrenmannschaft: Die Mannschaft spielt in der Regionalliga Nordrhein an, der vierthöchsten Spielklasse im deutschen Handball. Ihre Teilnahme an dieser Liga unterstreicht die anhaltende Leistungsstärke und das ambitionierte Streben des Vereins.[6]
- 2. Herrenmannschaft: Nach einem herausragenden Erfolg in den letzten Jahren stieg die 2. Herrenmannschaft unter der Leitung des Trainergespanns Luca D’Auria und Robert Jakobs in der Saison 2022/23 von der Landesliga in die Verbandsliga auf und erreichte in der Saison 2023/24 den Aufstieg in die Oberliga Nordrhein. In der aktuellen Saison 2024/25 spielt das Team in der Gruppe 3 der Oberliga Nordrhein, was den bemerkenswerten Aufstieg und die kontinuierliche Entwicklung unterstreicht.[7][8]
- Damenmannschaft: Die Damenmannschaft des MTV Rheinwacht Dinslaken spielt in der Regionsoberliga des Handballkreises Wesel.[9]